# シアトル・オルカズ
シアトル・オルカズ（英: Seattle Orcas）は、メジャーリーグクリケット（MLC）所属のクリケットチーム。本拠地はアメリカ合衆国のシアトル。

## 概要
2023年に創立。チームはインドのGMRグループなどが所有している。ワシントン州・レドモンドのメリームア・パークに本拠地を置く予定である。このクリケット場は、2025年頃に完成し、最大6,000人が収容可能になる計画である。開幕シーズンとなる2023年は、リーグ戦で4勝1敗で首位だったが、ポストシーズンの決勝戦でMIニューヨークに敗れ、準優勝に終わった。

## 成績

### MLC
- 2023年 - 準優勝